# 人民街街道
人民街街道，是中华人民共和国青海省西宁市城中区下辖的一个乡镇级行政单位。

## 行政区划
人民街街道下辖以下地区：
南关街社区和水井巷社区。